# Dedikationsbild

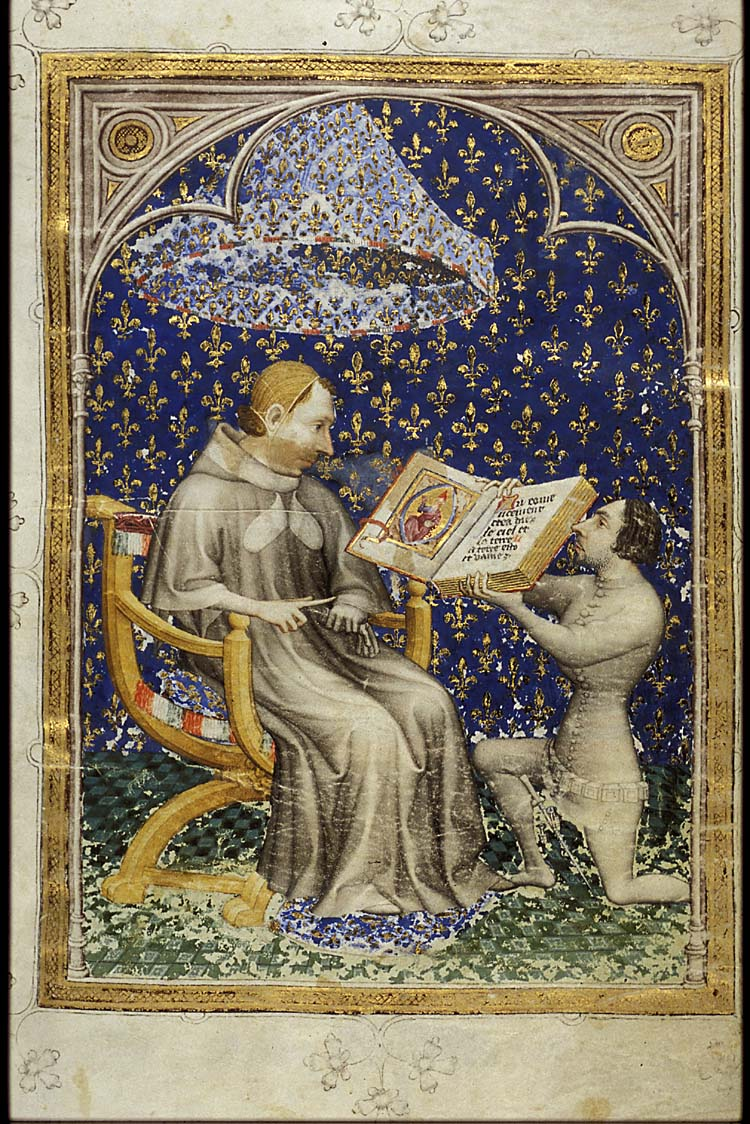
Jean de Bondol: Jean de Vaudetar präsentiert sein Werk, die Bible historiale als Geschenk König Karl V. (Frankreich, 1371/72).

Als Dedikationsbild (von lat. dedicatio „Zueignung, Weihung, Widmung“) oder Widmungsbild wird ein in der Buchmalerei meist am Anfang einer Handschrift vorangestelltes Bild bezeichnet, das den Autor, seltener auch den Schreiber oder Buchmaler, des Werkes bei der Überreichung des Buches an den Auftraggeber zeigt. Dedikationsbilder zählen zu den ersten wirklichkeitsnahen Porträts. Das Dedikationsbild ist ein Spezialfall des Stifterbildes, das den Auftraggeber eines Kunstwerkes ohne den Künstler zeigt. Beiden Bildtypen wurden häufig Heilige beigefügt, bei denen es sich meist um den Namenspatron des Stifters handelt.